# MAA TV
 (mai 2017).
Si vous disposez d'ouvrages ou d'articles de référence ou si vous connaissez des sites web de qualité traitant du thème abordé ici, merci de compléter l'article en donnant les références utiles à sa vérifiabilité et en les liant à la section « Notes et références ».
Ne doit pas être confondu avec MA TV.
STAR MAA TV est une chaîne de télévision en télougou basée à Hyderabad, en Inde. STAR MAA TV et ses filiales font partie du réseau STAR India de 21st Century Fox.
En février 2015, STAR India, une unité de 21st Century Fox, a acquis toute l'activité de diffusion de MAA Television Network pour 390 millions de dollars. 
MAA Television Network Limited a été créée en 2001 et la chaîne principale de GEC, MAA TV, a été lancée en 2002. La deuxième chaîne, MAA Music, a été lancée en 2008. Avec le lancement de MAA Movies en février 2011 et MAA Gold (Un GEC à la mode axé sur le public urbain et jeunesse) en février 2012, MAA TV est apparue comme un important réseau de télévision portugaise avec un bouquet de quatre chaînes. 